# Søren Terkelsen
Søren Terkelsen, född omkring 1590, död omkring 1657 i Skåne, var en dansk översättare. 
Terkelsen var först kammartjänare hos Kristian IV och 1633–1653 tulltjänsteman i Glückstadt. År 1643 översatte han från tyskan den franska herderomanen Astrée (av Honoré d'Urfé) och utgav 1648–1654 i fri översättning de däri inlagda sångerna jämte en del tyska visor med tillhörande melodier under titeln Astreæ Sjungechor, artige og lystige, ny verdslige Viser (60 stycken i tre samlingar). Terkelsen ägde betydande teknisk färdighet, och hans visor var en tid mycket omtyckta. Längre fram översatte han elegin Dafnis Natteklage over Galatheæ Ubestandighe (1656; efter Opitz) samt några av holländaren Jakob Cats komiska berättelser.